# Marie av Artois
Marie av Artois (franska: Marie d'Artois, holländska: Maria van Artesië), född år 1291, död 1365, var markgrevinna av Namur 1310–1330 som gift med markgreve Jean Dampierre av Namur. Hon var regent i Namur under sin sons minderårighet 1337–1340. Hon var också regerande Dam av Merode 1342–1353. 

## Biografi
Marie av Artois var den fjärde dottern till greve Filip av Artois och Blanka av Bretagne. Genom sin far var hon släkt med det franska kungahuset: hennes farfarsfar var prins Robert av Frankrike, son till kung Ludvig VIII av Frankrike.
Marie av Artois gifte sig 1310 med Jean Dampierre av Namur. Hon fick länen Wijnendale, Torhout, Langemark och Roeselare som morgongåva att styra över. Hon ska ha utövat ett så stort skattetryck över dessa län att det var orsaken till det uppror som utbröt 1313. Upproret skedde under makens frånvaro, och hon och hennes barn belägrades i slottet i Namur och fruktade för sina liv tills upproret slogs ned tack vare militär intervention från Arnold V van Loon.
Jean Dampierre dog den 31 januari 1330 och lämnade Marie av Artois som änka med barn. Filip VI av Frankrike kunde i en stadga daterad den 17 februari 1330 förklara att Marie av Artois frivilligt hade avsagt sig alla sina anspråk på sitt arv till förmån för sin son Jean II av Namur, den nya markgreven av Namur, och även till honom vårdnaden om hennes fortfarande omyndiga barn, men att denne hade sagt att hans mor kunde njuta av sin änkas egendom så länge hon ville. Men när Marie av Artois, uppenbarligen på begäran av Filip IV, ingrep i affärerna i Sluis (14 november 1330), försämrades förhållandet mellan mor och son mer och mer.
Efter att hennes söner Jean (1330–1335), Guy (1335–1336) och Filip (1336–1337) successivt hade efterträtt varandra och dött, övergick 1337 markgrevetiteln till hennes son Willem, som var femton och omyndig. Därför övertog Marie av Artois regentskapet. Den 19 september samma år bad hon biskopen av Utrecht, Jan van Diest, om tillåtelse att stanna på ön Lescoer de la Nuese nära Axel, som först nyss indikats av henne, och att få grunda en kyrka, som först den 8 november 1339 beviljades. Den 23 december 1339 beviljade Marie av Artois staden Terneuzen (Nose) bekräftelse på de privilegier den hade haft under Robrecht av Béthune. En stadga daterad 10 mars 1340 visar att hon hade beskyddarrättigheterna för Treenighetskyrkan nära Nose.
År 1342 köpte Marie av Artois slottet Poilvache och det tillhörande länet Merode av Johannes den blinde, greve av Luxemburg. Hon gav det år 1353 till sin näst yngste son William. Den 2 oktober 1344 köpte hon också byarna Lomprez, Villance, Vireux, Graide, Maissin, Havenne, Focant, Martouzin-Neuville, Nassogne, Seny och Terwagne för 25 000 royaux.

## Barn
Marie av Artois och hennes make Jean Dampierre av Namur fick följande barn:
1. Jean II av Namur 1310–1335. (Greve av Namur från år 1330 till 1335.)
2. Guy I av Namur 1311–1336. (Greve av Namur från år 1335 till 1336.)
3. Henrik av Namur 1312–1333.
4. Filip III av Namur 1319–1337. (Greve av Namur från år 1336 till 1337.)
5. Blanka av Namur 1320–1363. (Drottning av Sverige och Norge, gift med Magnus Eriksson.)
6. Marie av Namur 1322–1357.
7. Margareta av Namur 1323–1383. (Nunna vid Peteghem.)
8. Vilhelm av Namur 1324–1391. (Greve av Namur från år 1337 till sin död år 1391.)
9. Robert av Namur 1325–1391.
10. Ludwig av Namur 1325–1378/86.
11. Elisabet av Namur 1329–1382.